# Central geotèrmica

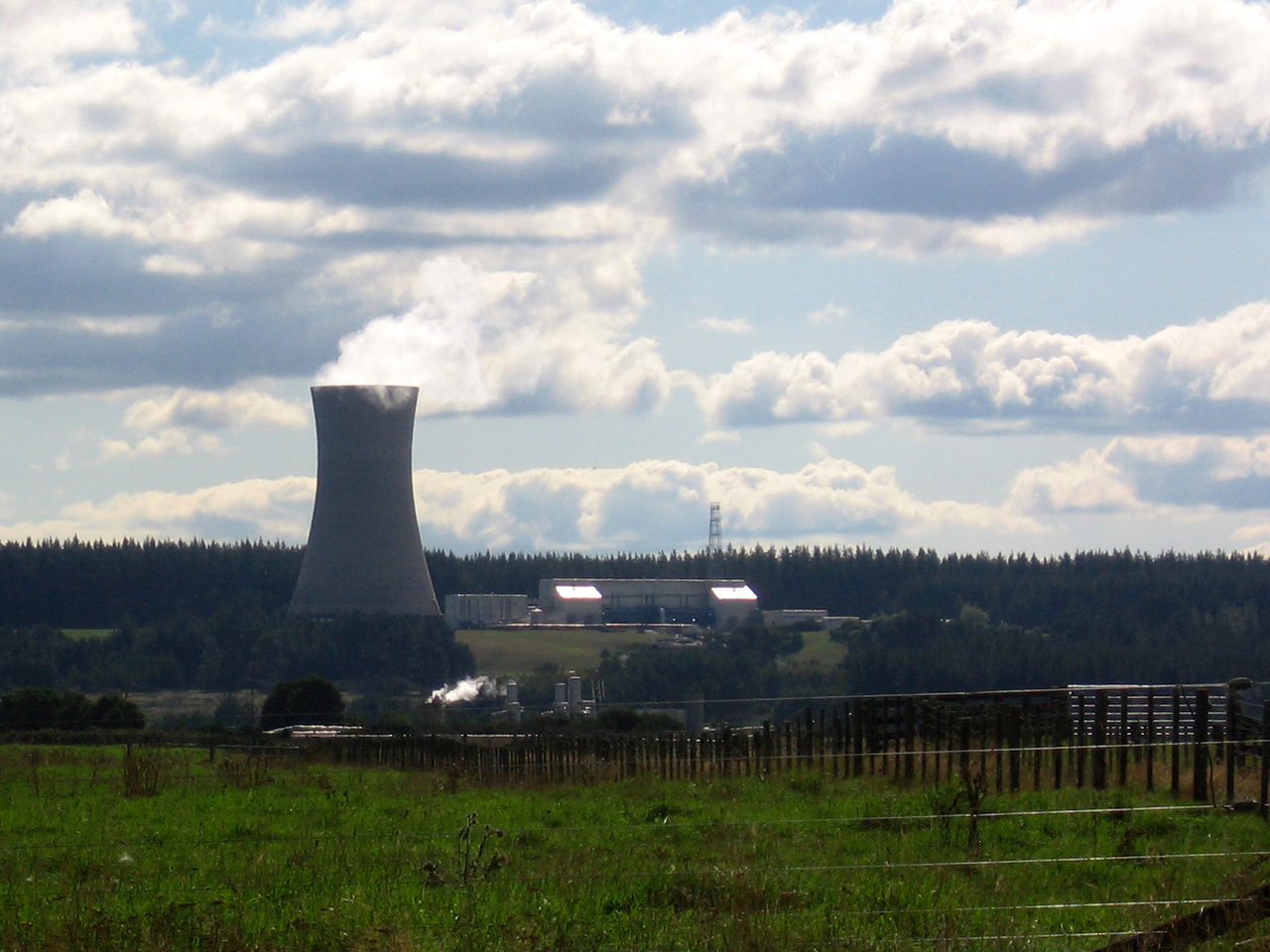
Central geotèrmica d'Ohaaki, a Nova Zelanda

Una central geotèrmica és un tipus de central elèctrica que obté l'energia de la calor interna de la Terra. Per aprofitar aquesta energia és necessari que es donin temperatures molt elevades a poca profunditat. Només així és possible aprofitar l'aigua calenta o el vapor d'aigua generats de manera natural. Aquest tipus d'energia és útil sobretot per a calefacció i usos agrícoles.
L'energia geotèrmica és renovable i gairebé no produeix residus. Però el seu aprofitament està limitat a determinades zones geogràfiques i les centrals tenen elevats costos de construcció. En alguns casos, l'aigua extreta pot contenir substàncies tòxiques, com l'arsènic, això, unit a les elevades temperatures de l'aigua extreta, pot fer malbé els ecosistemes de l'exterior.